# 319 Broadway
319 Broadway, también conocida como la oficina central de Metropolitan Life Insurance Company, es un edificio de oficinas de cinco pisos en la esquina de Broadway y Thomas Street en el vecindario de Tribeca en Manhattan, Nueva York. Es un edificio de hierro fundido de estilo arquitectónico italiano, construido en 1869-1870 y diseñado por D. & J. Jardine. Es el único superviviente de un par de edificios en 317 y 319 que se conocían como los "Thomas Twins". El hierro fundido para estos edificios gemelos espejo fue proporcionado por Architectural Iron Works de Daniel D. Badger. El edificio fue designado monumento de la ciudad de Nueva York el 29 de agosto de 1989.

## Historia
El sitio de 319 Broadway, en la esquina noroeste de Thomas Street y Broadway, anteriormente era propiedad del Hospital de Nueva York, que se encontraba junto a la propiedad. En 1869, el general del Ejército de la Unión y el desarrollador inmobiliario Thomas Alfred Davies arrendó dos lotes que flanqueaban la calle Thomas al Hospital Society of New York, encargando a la empresa D. & J. Jardine que diseñara un edificio de hierro fundido para cada lote.
Los dos edificios se enfrentaron hasta 1971, cuando el 317 de Broadway fue derribado. Los primeros inquilinos del 319 Broadway incluyeron el Security State Bank y el Metropolitan Life Insurance Corporation. Sobre el primer piso, 319 Broadway sigue siendo similar a como se veía en el momento de su construcción. La escalinata se eliminó en 1912, junto con los gravámenes de la acera. Alrededor de ese tiempo, el nivel del sótano fue designado como el primer piso, que clasificó el edificio como una estructura de cinco pisos. El edificio sigue albergando oficinas y un restaurante.

## Descripción
El edificio de estilo italianizante7,6 m de largo de Broadway y 32 m de largo enThomas Street. Con revestimiento de hierro fundido, el edificio contiene muchas ventanas de guillotina de madera originales de dos sobre dos.
La elevación de Broadway originalmente contenía una escalinata en el norte y dos aberturas con arcos aplanados y un muelle en la esquina. Este patrón continuó en la elevación de Thomas Street. Las ventanas de vidrio plano han reemplazado las aberturas de arco plano en Broadway, y el primer piso de la elevación de Thomas Street se ha cerrado en gran parte por una adición del edificio, aunque las aberturas en arco todavía están presentes. 
En Broadway, los pisos del segundo al quinto tienen un tramo que contiene tres aberturas para ventanas. La abertura norte del segundo piso contiene un pórtico ligeramente saliente con columnas enganchadas flanqueantes que sostienen un frontón triangular y ménsulas con adornos de estilo neogriego incisos, que probablemente sea un reemplazo posterior. Esta abertura contiene una ventana de un solo panel con una lumbrera decorativa de metal en la parte superior.
Todas las ventanas están arqueadas y coronadas por una piedra angular enrollada y flanqueadas por columnas corintias. Una pilastra marca la esquina sur. Los pisos tres a cinco contienen tres aberturas de ventanas cada una, que disminuyen gradualmente en altura, flanqueadas por columnas corintias y terminadas por pilares en cada extremo que sostienen una cornisa. La ventana central en el cuarto piso contiene dos puertas de vidrio instaladas en los últimos años, que conducen a una escalera de incendios que contiene filigrana de hierro forjado que se extiende desde el segundo piso hasta el quinto. El techo está coronado por una cornisa saliente que contiene dentículos y ménsulas enrolladas.
La elevación de Thomas Street es similar a la de Broadway. Tiene tres tramos; las dos exteriores contienen cinco aberturas de ventanas por piso y el tramo central con cuatro, cada una de las cuales está separada por pilares corintios. A excepción de las dos aberturas occidentales y la apertura oriental, articuladas por arcos aplanados, el primer piso se ha ampliado desde la construcción del edificio. En la base de la entrada de servicio, una placa de metal dice "Architectural Iron Works/14th Street between/AB & C NY". Sobre la entrada de servicio, cada ventana contiene un travesaño arqueado con ventanas de guillotina de madera emparejadas. La pared trasera, adyacente a la elevación de Thomas Street, está cubierta con estuco gris.